# Tartaglia (commedia dell'arte)
 (juin 2020).
Si vous disposez d'ouvrages ou d'articles de référence ou si vous connaissez des sites web de qualité traitant du thème abordé ici, merci de compléter l'article en donnant les références utiles à sa vérifiabilité et en les liant à la section « Notes et références ».
Cet article concerne le personnage de la commedia dell'arte. Pour le mathématicien italien, voir Tartaglia.

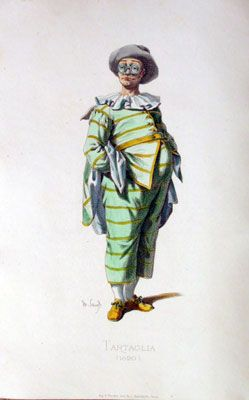
Tartaglia

Tartaglia (littéralement « bègue ») est un personnage du Théâtre napolitain et de la commedia dell'arte.

## Histoire
Le masque est créé à Naples vers 1610. Il représente initialement un officiel espagnol, âgé, généralement vêtu de vert, avec des lunettes surdimensionnées, un gros ventre et un grand ego. Sa dignité est compromise par le manque de maîtrise de la langue italienne et son bégaiement, qui donne toujours de l'ambiguïté à ses déclarations. 
Comme d'autres masques de cette comédie populaire, il n'a pas survécu au XVIIe siècle.

## Description
Selon les personnages sociaux représentés, ses attributs sont caractérisés par la demesure : Il porte un grand chapeau en feutre, un grand manteau verts barré de rayures horizontales, des lunettes surdimensionnées, des bottes surdimentionnées, une longue épée, une moustache géante et un nez en carton.

## Particularités
Son statut social varie ; Il est parfois huissier de justice, avocat, agent de police, juge, notaire, collecteur d'impôts, pharmacien, aubergiste ou serviteur.
Le dramaturge Carlo Gozzi fait de lui un homme d'État, statut qu'il a conservé par la suite. 
Dans l'opéra Le maschere de Mascagni, Tartaglia est un des personnages, le serviteur bègue.